# 三河湾国定公園
三河湾国定公園（みかわわんこくていこうえん）は、愛知県の南部、三河湾を囲む知多、渥美の両半島、島嶼を包含する国定公園。1958年（昭和33年）4月10日指定。

## 概要
渥美半島の沿岸部と三河湾東部及び知多半島の南岸部一帯（岡崎市、幸田町、西尾市、蒲郡市、豊川市、豊橋市、田原市、美浜町、南知多町）を占める海岸公園で、沿岸には白砂青松の砂浜や穏やかな入り江が多い。中京圏に近く、周辺人口が多いことから近郊客をにらんだ海水浴場も多く、海のリゾートとしても発達している。その一方で、国土軸の自然景観保護目的としての公園機能も果たしており、タイプ的には南房総国定公園に性質が似ている。温泉開発も盛んで、内海温泉などの南知多温泉郷、吉良、西浦、三谷、形原などの温泉が開発された。また三河湾には佐久島、日間賀島、篠島などの島嶼が見られ、魚介類の宝庫となっている。蒲郡市西部の三ヶ根山は三河湾を一望できる景勝地として知られる。

## 車道
- 宮崎観光線：西尾市吉良町宮崎（国定公園境界）
- 三ヶ根山スカイライン：蒲郡市金平町（形原温泉・国定公園境界）～西尾市西幡豆町（国定公園境界）
- 三河湾スカイライン：蒲郡市柏原町大迫（国定公園境界）～蒲郡市三谷町（三谷温泉・国定公園境界）
- 宮路線：豊川市赤坂町（国定公園境界）～豊川市長沢町
- 高塚豊南海浜道路：豊橋市高塚町字名操（国定公園境界）～豊橋市（豊南）
- 久美原線：田原市六連町（国定公園境界）～田原市（久美原海岸・国定公園境界）
- 蔵王山線：田原市田原町（国定公園境界）
- 滝頭仁崎線：田原市（滝頭・国定公園境界）～田原市仁崎町（国定公園境界）
- 滝頭線：田原市田原町～田原市（滝頭）
- 伊良湖岬線：田原市中山町（国定公園境界）～　田原市小塩津町（国定公園境界）

## 自転車道
- 愛知県道497号田原豊橋自転車道線（渥美サイクリングロード）
  - （1）豊橋市高塚町（国定公園境界）～豊橋市（豊南・国定公園境界）
  - （2）田原町六連町～田原市大草町
  - （3）田原市高松町（国定公園境界）～田原市赤羽根町（国定公園境界）
  - （4）田原市若見町～田原市越戸町
  - （5）田原市中山町～田原市和地町（国定公園境界）

## 歩道
- 鵜の山線：知多郡美浜町（鵜の山）～知多郡美浜町（鵜の山・国定公園境界）
- 内海山海線：知多郡南知多町大字内海（国定公園境界）～知多郡南知多町大字山海（国定公園境界）
- 豊浜山海線：知多郡南知多町大字豊浜（国定公園境界）～知多郡南知多町大字山海（国定公園境界）
- 豊浜師崎線：知多郡南知多町大字豊浜（国定公園境界）～知多郡南知多町大字師崎（国定公園境界）
- 大井線：知多郡南知多町大字大井～知多郡南知多町大字大井（国定公園境界）
- 日間賀島線：知多郡南知多町（日間賀島）
- 篠島線：知多郡南知多町（篠島）
- 佐久島周回線：西尾市一色町（佐久島）
- 梶島線：西尾市吉良町（梶島）
- 宮路線：豊川市（宮路山）～豊川市（宮路山・歩道合流点）
- 宮路五井山線：豊川市（宮路山・歩道分岐点）～豊川市長沢町
- 白谷吉胡線：田原市白谷町～田原市田原町（国定公園境界）、田原市吉胡町（国定公園境界）
- 片浜蔵王山線：田原市片浜町～田原市田原町（歩道合流点）
- 長興寺蔵王山線：田原市大久保町～田原市田原町（歩道合流点）
- 芦ヶ池線：田原市（芦ヶ池）